# Гришин, Александр Викторович
Александр Викторович Гришин (26 июня 1978, СССР — 5 августа 2025, Битца, Московская область) — российский спортивный комментатор и журналист, специализировавшийся на фигурном катании.

## Биография
Александр Гришин родился 26 июня 1978 года. С детства любил играть в футбол. С 8 лет занимался гимнастикой в спортивной школе ЦСКА, позднее — прыжками в воду. Окончил Московский государственный технологический университет «МАМИ» по специальности «Технология и автоматизация машиностроения».
Карьера Гришина в спортивной журналистике началась в 2002 году на телеканале «7ТВ» в качестве корреспондента в программе «Дела футбольные» (через несколько месяцев данная передача с Ильёй Казаковым и Владимиром Стогниенко была переименована в «Футбол России» и стала выходить на телеканалах ВГТРК). С 2004 по 2015 год он работал на канале «Спорт» («Россия-2»), а затем — на «Матч ТВ» до 2018 года. С 2018 года и до своей смерти комментировал соревнования на «Первом канале».
Освещал Олимпийские игры, чемпионаты мира и Европы по фигурному катанию и футболу, а также российские турниры. Часто работал в тандеме с Татьяной Тарасовой. Производил репортажи с места событий ралли-рейдов («Дакар», «Шёлковый путь», «Африка Рейс»). Также периодически комментировал состязания по прыжкам в воду, тяжёлой атлетике (на Олимпийских играх 2016 года).

### Гибель
5 августа 2025 года Александр Гришин погиб в возрасте 47 лет на территории платформы Битца МЦД-2, попав под электропоезд 6435 Волоколамск — Серпухов в сильный дождь. Похоронен на Домодедовском кладбище.

## Личная жизнь
Был женат на Анастасии Гришиной. В сентябре 2023 года у пары родился сын Павел.

## Награды и признание
Гришин неоднократно номинировался на премию «Голос спорта»:
- 2018 — в категории «Лучший комментатор Олимпийских игр»,
- 2022 — в категориях «Лучший спортивный комментатор по версии СМИ», «Лучший комментатор Олимпийских игр», «Лучший парный репортаж».